# Бродово (Великопольське воєводство)
Бродово (пол. Brodowo, нім. Reichstedt) — село в Польщі, у гміні Сьрода-Велькопольська Сьредського повіту Великопольського воєводства.
Населення — 466 осіб (2011).
У 1975-1998 роках село належало до Познанського воєводства.

## Демографія
Демографічна структура станом на 31 березня 2011 року:
|          | Загалом | Допрацездатний вік | Працездатний вік | Постпрацездатний вік |
| -------- | ------- | ------------------ | ---------------- | -------------------- |
| Чоловіки | 217     | 52                 | 152              | 13                   |
| Жінки    | 249     | 63                 | 143              | 43                   |
| Разом    | 466     | 115                | 295              | 56                   |